# Bachchor Hannover
Der Bachchor Hannover ist der Chor der Marktkirche St. Georgii et Jacobi in Hannover.

## Geschichte und Beschreibung
Der Chor wurde im Jahr 1945 von dem damaligen Stadtkantor Gustav Sasse gegründet, von 1967 bis 1986 stand er unter der Leitung von Manfred Brandstetter. Heute führt er unter der Leitung von Jörg Straube regelmäßig große Werke der Kirchenmusik auf. Dabei werden auch bekannte Solisten eingebunden, so hatte zum Beispiel Thomas Quasthoff mit diesem Chor seine frühen Solistenauftritte. Begleitet wird der Chor vom Bachorchester Hannover, das entsprechend den Anforderungen der Stücke aus hannoverschen Musikern zusammengestellt wird. Partner an der Orgel ist der Organist der Marktkirche Ulfert Smidt.
Das Repertoire des Chores beschränkt sich nicht auf die Chorwerke seines Namensgebers Johann Sebastian Bach, sondern umfasst die gesamte Kirchenmusik ab dem 17. Jahrhundert. Regelmäßig wird in der Karwoche eine Passion aufgeführt, um den Buß- und Bettag ein Requiem und in der Adventszeit das Weihnachtsoratorium. Hinzu kommt ein A-cappella-Konzert im Sommer. Außerdem singt der Chor regelmäßig im Gottesdienst der Marktkirche.
Der Chor unternimmt immer wieder Konzertreisen ins In- und Ausland. 1998 gewann er einen 3. Preis beim Deutschen Chorwettbewerb in Regensburg.

## Werke (Auswahl)
- Glaubenslieder. Neue Kantaten zum Kirchenjahr (= Songs of faith), 2 CDs plus Beiheft, gemeinsam mit dem Mädchenchor Hannover, der Camerata Vocale und dem Knabenchor Hannover, Leipzig: Rondeau Musikproduktion und -vertrieb, 2009